# Ivo (Film)
Ivo ist ein Filmdrama von Eva Trobisch. Der Film mit Minna Wündrich, Pia Hierzegger und Lukas Turtur in den Hauptrollen feierte im Februar 2024 bei den Internationalen Filmfestspielen in Berlin seine Premiere und kam im Juni 2024 in die deutschen Kinos.

## Handlung
Die ambulante Palliativpflegerin Ivo muss sehr individuelle Beziehungen zu ihren Klientinnen und Klienten sowie deren Angehörigen aufbauen. Ihren Job macht sie mit Leidenschaft und hoher Professionalität. Eine ihrer Patientinnen, Solveigh, ist zu einer engen Freundin geworden. Tag für Tag arbeiten sie bei der Pflege der an ALS erkrankten Solveigh mit deren Ehemann zusammen.
Zu Hause hat sich ihre pubertierende Tochter längst selbstständig gemacht. Ivo ist von früh bis spät in ihrem alten Skoda unterwegs. Das Auto ist zu ihrem persönlichen Lebensraum geworden.

## Produktion

### Filmstab und Besetzung

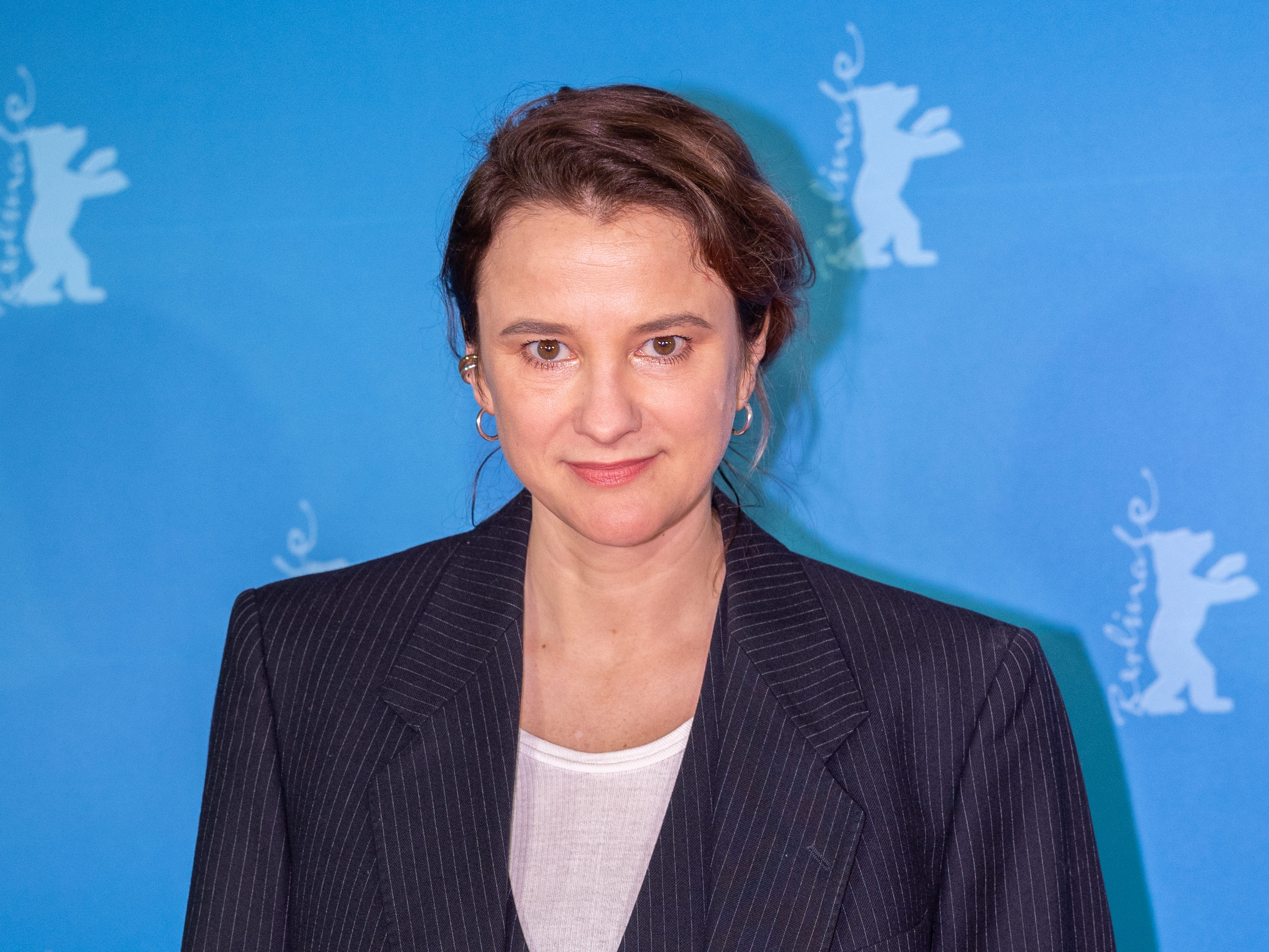
Regisseurin und Drehbuchautorin Eva Trobisch

Regie führte Eva Trobisch, die auch das Drehbuch schrieb. Es handelt sich um ihren zweiten Spielfilm nach Alles ist gut aus dem Jahr 2018.
Minna Wündrich, die zuletzt in Nebenrollen in den Filmen Contra und Ein Sommer auf Langeoog zu sehen war, spielt in der Titelrolle die Palliativpflegerin Ivo. Die Österreicherin Pia Hierzegger spielt ihre Patientin und Freundin Solveigh und Lukas Turtur deren Ehemann Franz. Johann Campean, ein Palliativarzt aus dem Ruhrgebiet, der zusammen mit einigen Kollegen einen Verbund von Einrichtungen der Spezialisierten Ambulanten Palliativen Versorgung (SAPV) gegründet und mehrere Hospize mit aufgebaut hat, spielt Ivos Chef. Campean war auch medizinischer, lebensweltlicher und ethischer Berater des Filmprojekts.

### Filmförderung und Dreharbeiten
Der Film erhielt von der Film- und Medienstiftung NRW eine Produktionsförderung in Höhe von 200.000 Euro.
Die Dreharbeiten fanden von Anfang September bis Anfang Oktober 2022 in Köln statt. Als Kameramann fungierte Adrian Campean, der Sohn von Johann Campean, der in der Vergangenheit für eine Reihe von Kurzfilmen und den Spielfilm Frau Stern von Anatol Schuster aus dem Jahr 2019 tätig war.

### Filmmusik und Veröffentlichung
Die Filmmusik komponierte Martin Hossbach. Der Musikmanager und Labelbetreiber war in der Vergangenheit als musikalischer Berater für Filme wie Mängelexemplar oder Toni Erdmann tätig.
Ivo feierte am 20. Februar 2024 bei den Internationalen Filmfestspielen in Berlin seine Premiere. Dort gehörte Trobisch zu einem der von German Films präsentierten sieben Talente. Im Vorfeld der Filmfestspiele sicherte sich Loco Films die internationalen Vertriebsrechte am Film. Im März 2024 wurde der Film beim Vilnius International Film Festival vorgestellt. Im April 2024 wurde Ivo beim Bolzano Film Festival Bozen und beim Lichter Filmfest gezeigt. Am 5. Mai 2024 wurde er bei Crossing Europe als Abschlussfilm gezeigt. Der Kinostart in Deutschland erfolgte am 20. Juni 2024.

## Rezeption

### Kritiken
Christian Pogatetz schreibt in seiner Kritik bei uncut.at, Eva Trobisch verzichte bei Ivo auf große emotionale Gesten. Ivo scheine bei der Arbeit höchst professionell und routiniert und so distanziert und emotional losgelöst vom Geschehen, dass es nicht einfach sei, sich in die zuschaugestellte Tristesse einzufühlen. Selbst die eingerostete Beziehung zur eigenen Tochter lasse sie kalt. Doch die Gleichgültigkeit sei Kalkül des Films, lasse sie einen unmittelbar teilhaben am abgestumpften Innenleben seiner Protagonistin.

### Auszeichnungen
Bolzano Film Festival Bozen 2024
- Auszeichnung als Bester Film[12]

Internationale Filmfestspiele Berlin 2024
- Nominierung als Bester Film in der Sektion Encounters  (Eva Trobisch)
- Auszeichnung als Bester deutscher Nachwuchsfilm mit dem Heiner-Carow-Preis

Leeds International Film Festival 2024
- Nominierung im Constellation Competition[13]

Nowe Horyzonty 2024
- Nominierung im New Horizons International Competition[14]

Palm Springs International Film Festival 2024
- Aufnahme in die „10 Directors to Watch“ (Eva Trobisch)[15]

Vilnius International Film Festival 2024
- Nominierung im Wettbewerb[16]